# 黑豹旗全國高中棒球大賽
黑豹旗全國高中棒球大賽（簡稱黑豹旗）是2013年創立的臺灣青棒賽事。

## 歷史概要
此項賽事採取與日本甲子園相同的「單敗淘汰賽制」，並且開放鋁棒及棒球社團參與，目的是希望讓更多高中學校可以投入及關注棒球運動。
目前，「高中棒球聯賽」皆分為木棒組、鋁棒組、軟棒組這3個層級，然而「黑豹旗」是採取混合賽制，只是參賽球隊必須依照最近一次高中聯賽的分級，科班的木棒組球隊不能拿鋁棒，而鋁棒組與軟棒組的球隊則不受此限。
此項賽事更期許能恢復昔日「金龍旗」參賽隊伍破百的榮景，且孕育更多棒球人才。
與「金龍旗」不同的是，「黑豹旗」是由官方主辦，而「金龍旗」是由民間的年代電視台所主辦。

### 第一屆
2013年12月1日，由中華民國棒球協會主辦的「黑豹旗」在臺北市天母棒球場展開了第一屆的第一場比賽，首場賽事則由臺北市的強恕中學與臺南市的南英商工交手，並由南英商工獲得黑豹旗史上第一場勝利，而晚場則由建國中學與中大壢中對戰，此場由建中取得勝利，獲得黑豹旗史上夜間賽事的第一場勝利。

### 第二屆
有鑑於第一屆黑豹旗的賽事及口碑成功，第二屆賽事吸引全國多達137支高中球隊報名，在臺灣本島的每個縣市均有學校報名；更出現近年來青棒聯賽首支「娘子軍」士林高商（北士商以強悍女壘隊聞名）以及軍事學校中正預校，甚至連外島的金門農工也前來參賽。
主辦單位中華民國棒球協會和轉播單位緯來電視網為了慎重其事，於2014年10月30日舉辦了記者會暨賽程抽籤（首度配合網路直播）；去年前八強的球隊將分別為八個分組的種子隊伍，建國中學則是因為去年比賽受到矚目，而被協會直接分配到開幕戰出賽，另有因故或路程遙遠無法到場的21支球隊也已於會前由協會代為抽籤決定賽程，其餘球隊皆由當天抽籤決定。

### 第三屆
本屆賽事共有162隊參賽，本屆起由中信集團冠名四屆的比賽，名稱變更為中信盃黑豹旗。

### 第四屆
本屆賽事共有190隊參賽。

### 第五屆
本屆賽事共有200隊參賽。

### 第六屆
本屆賽事共有197隊參賽。

### 第七屆
本屆賽事共有209隊參賽。

### 第八屆
本屆賽事共有196隊參賽。

### 第九屆
本屆賽事共有192隊參賽。

### 第十屆
本屆賽事共有192隊參賽。

### 第十一屆
本屆賽事共有195隊參賽。

### 第十二屆
本屆賽事共有213隊參賽，包括混合組203隊及女子組10隊。

## 賽事相關

### 主題曲
第一屆
「動靜之間」
- 演唱：鄭宏澧
- 詞曲．編曲：許祐華／伴奏（吉他）：倪方來／錄音：小冷／混音：周志華
- 製作：華亞國際音樂有限公司／版權：甘霖廣告公司

第二屆
「球來就打」
- 演唱：宋子昀

第三屆
「相信自己」
- 演唱：林雪芳

第四屆
「風雨舞阻」
第五屆起沿用第一屆主題曲 「動靜之間」。

### 電視轉播
第一屆～第六屆
- 緯來電視網[註 1]、愛爾達電視台

第七屆～第九屆
- 緯來電視網、愛爾達電視台、智林體育台

第十屆-
- 緯來電視網

## 歷屆賽事

### 賽事結果
| 屆次     | 舉辦球場 | 時間                             | 隊數 | 冠軍     | 比數      | 亞軍     | 季軍           | 比數           | 殿軍           | 最有價值球員         |
| -------- | --- | -------------------------------- | ---- | -------- | --------- | -------- | -------------- | -------------- | -------------- | -------------------- |
| 第一屆   | 天母棒球場 臺中棒球場 | 2013年12月1日 至 2014年1月12日   | 51   | 平鎮高中 | 13–1      | 桃園農工 | 穀保家商       | 8–1            | 屏東高中       | 黃逸鑫 (平鎮高中)    |
| 第二屆   | 天母棒球場 新莊棒球場 台中棒球場 洲際棒球場 斗六棒球場 臺南棒球場 | 2014年11月22日 至 2014年12月21日 | 137  | 穀保家商 | 4–2       | 桃園農工 | 平鎮高中       | 8–4            | 高苑工商       | 陳琥 (穀保家商)      |
| 第三屆   | 天母棒球場 臺北觀山D棒球場 臺北觀山E棒球場 新莊棒球場 國體大棒球場 洲際棒球場 台中棒球場 斗六棒球場 岡山棒球場 屏東棒球場 | 2015年10月3日 至 2015年11月1日   | 162  | 高苑工商 | 4–2       | 平鎮高中 | 取 消 季 軍 戰 | 取 消 季 軍 戰 | 取 消 季 軍 戰 | 李吳永衡 (高苑工商） |
| 第四屆   | 新北市立大都會公園中央棒球場 疏洪重新棒球場 疏洪中山棒球場 國立體育大學棒球場 龍潭棒球場 台中棒球場 臺中市洲際棒球場 斗六棒球場 嘉義縣大同技術學院 嘉義縣稻江科技暨管理學院 台南市南英商工 台南小北球場A球場                                                                                              | 2016年10月8日 至 2016年11月13日  | 190  | 平鎮高中 | 10-0      | 興大附農 | 取 消 季 軍 戰 | 取 消 季 軍 戰 | 取 消 季 軍 戰 | 江坤宇 (平鎮高中)    |
| 第五屆   | 臺北市立天母棒球場 大都會公園中央棒球場 疏洪中山棒球場 國立體育大學棒球場 新竹市立虎林棒球場 台中棒球場 臺中市洲際棒球場 稻江學院棒球場 善化棒球場 屏東縣立棒球場 | 2017年10月16日 至 2017年11月13日 | 200  | 平鎮高中 | 6-3(10局) | 穀保家商 | 取 消 季 軍 戰 | 取 消 季 軍 戰 | 取 消 季 軍 戰 | 戴培峰 (平鎮高中)    |
| 第六屆   | 臺北市立天母棒球場 大都會公園中央棒球場 疏洪中山棒球場 重新棒球場 宜蘭縣羅東運動公園 國立體育大學棒球場 新竹市立虎林棒球場 臺灣體育運動大學棒球場 臺中市洲際棒球場 稻江學院棒球場 善化棒球場 南英商工棒球場 小北棒球場 高雄市立德棒球場 高雄市立澄清湖棒球場 國慶青埔棒球場 三民高中棒球場 屏東縣立棒球場 | 2018年10月13日 至 2018年11月18日 | 197  | 穀保家商 | 6–1       | 平鎮高中 | 取 消 季 軍 戰 | 取 消 季 軍 戰 | 取 消 季 軍 戰 | 林昱珉 (穀保家商)    |
| 第七屆   | 臺北市立天母棒球場 新北市大都會棒球場 中山棒球場 重新棒球場 三重棒球場 國立體育大學棒球場 新竹市立虎林棒球場 國立臺灣體育運動大學棒球場 稻江學院棒球場 大同學院棒球場 善化棒球場 南英商工棒球場 小北棒球場 高雄市立德棒球場 三民高中棒球場 屏東縣立棒球場                                                 | 2019年10月26日 至 2019年12月1日  | 208  | 平鎮高中 | 3–1       | 穀保家商 | 取 消 季 軍 戰 | 取 消 季 軍 戰 | 取 消 季 軍 戰 | 吳秉恩 (平鎮高中)    |
| 第八屆   | 臺北市立天母棒球場 新北市大都會棒球場 中山棒球場 重新棒球場 三重棒球場 國立體育大學棒球場 國立臺灣體育運動大學棒球場 稻江學院棒球場 大同學院棒球場 善化棒球場 南英商工棒球場 | 2020年10月24日 至 2020年11月29日 | 194  | 平鎮高中 | 6–0       | 穀保家商 | 取 消 季 軍 戰 | 取 消 季 軍 戰 | 取 消 季 軍 戰 | 陳志杰 (平鎮高中)    |
| 第九屆   | 新北市大都會棒球場 中山棒球場 重新棒球場 三重棒球場 櫻花棒球場 南華大學棒球場 善化棒球場 南英商工棒球場 國立臺灣體育運動大學棒球場 | 2021年10月24日 至 2021年11月28日 | 192  | 平鎮高中 | 6–5       | 穀保家商 | 取 消 季 軍 戰 | 取 消 季 軍 戰 | 取 消 季 軍 戰 | 伍祐城 (平鎮高中)    |
| 第十屆   | 羅東棒球隊 臺北市立天母棒球場 新北市大都會棒球場 中山棒球場 重新棒球場 三重棒球場 善化棒球場 立德棒球場 國立體育大學棒球場 國立臺灣體育運動大學棒球場 | 2022年10月29日 至 2022年12月04日 | 192  | 穀保家商 | 5–0       | 普門中學 | 取 消 季 軍 戰 | 取 消 季 軍 戰 | 取 消 季 軍 戰 | 黃仲翔 (穀保家商)    |
| 第十一屆 | 新北市大都會棒球場 中山棒球場 三重棒球場 樂天桃園棒球場 青埔運動公園棒球場 舊正棒球場 櫻花棒球場 嘉南藥理大學棒球場 亞太棒球場 | 2023年10月14日 至 2023年11月19日 | 195  | 平鎮高中 | 4–2       | 鶯歌工商 | 取 消 季 軍 戰 | 取 消 季 軍 戰 | 取 消 季 軍 戰 | 全紹凱 (平鎮高中)    |
| 第十二屆 | 新北市大都會棒球場 中山棒球場 三重棒球場 重新棒球場 國立體育大學棒球場 青埔運動公園棒球場 台體大棒球場 嘉南藥理大學棒球場 南英棒球場 亞太棒球場（成棒副球場） | 2024年10月6日 至 2024年11月3日   | 213  | 穀保家商 | 14–9      | 平鎮高中 | 取 消 季 軍 戰 | 取 消 季 軍 戰 | 取 消 季 軍 戰 | 張乙安 （穀保家商）  |

### 歷屆八強
| 屆數     | 冠軍     | 亞軍     | 季軍     | 殿軍     | 八強 （第五至八名）                    |
| -------- | -------- | -------- | -------- | -------- | -------------------------------------- |
| 第一屆   | 平鎮高中 | 桃園農工 | 穀保家商 | 屏東高中 | 高苑工商、三民高中、彰藝高中、大理高中 |
| 第二屆   | 穀保家商 | 桃園農工 | 平鎮高中 | 高苑工商 | 南英商工、三信家商、大理高中、鶯歌工商 |
| 第三屆   | 高苑工商 | 平鎮高中 | 穀保家商 | 西苑高中 | 興大附農、普門中學、陸興中學、四維高中 |
| 第四屆   | 平鎮高中 | 興大附農 | 穀保家商 | 鶯歌工商 | 高苑工商、育民工家、陽明高中、強恕高中 |
| 第五屆   | 平鎮高中 | 穀保家商 | 興大附農 | 高苑工商 | 玉里高中、大理高中、麥寮高中、秀峰高中 |
| 第六屆   | 穀保家商 | 平鎮高中 | 普門中學 | 高苑工商 | 秀峰高中、中道中學、大理高中、玉里高中 |
| 第七屆   | 平鎮高中 | 穀保家商 | 東石高中 | 高苑工商 | 成德高中、大理高中、三民高中、北科附工 |
| 第八屆   | 平鎮高中 | 穀保家商 | 成德高中 | 興大附農 | 高苑工商、屏東高中、花蓮體中、玉里高中 |
| 第九屆   | 平鎮高中 | 穀保家商 | 台東體中 | 麥寮高中 | 大溪高中、白河商工、興大附農、陽明高中 |
| 第十屆   | 穀保家商 | 普門中學 | 鶯歌工商 | 平鎮高中 | 西苑高中、高苑工商、稻江商職、大理高中 |
| 第十一屆 | 平鎮高中 | 鶯歌工商 | 穀保家商 | 西苑高中 | 北科附工、大理高中、麥寮高中、彰藝高中 |
| 第十二屈 | 穀保家商 | 平鎮高中 | 壽山高中 | 麥寮高中 | 南英商工、高苑工商、大溪高中、白河商工 |

## 腳註
1. ↑  第二屆起因參賽球隊眾多加上場地分布較廣，緯來在人事成本及既定轉播事宜斟酌之下，允諾播出64強之後的賽事。
2. ↑  第三屆黑豹旗起不設季軍賽，自此屆起，三四名以失分率決定，第三屆穀保家商失分率:0.125，西苑高中失分率:0.357。
3. ↑  第四屆黑豹旗穀保家商失分率:0.360，鶯歌工商失分率:0.375。
4. ↑  第五屆黑豹旗興大附農失分率:0.091，高苑工商失分率:0.244。
5. ↑  第六屆黑豹旗普門中學失分率:0.104，高苑工商失分率:0.381。
6. ↑  第七屆黑豹旗起改以得分率分出三、四名，東石高中得分率:1.395，高苑工商得分率:0.595。
7. ↑  第八屆黑豹旗成德高中得分率:1.952，興大附農得分率:1.863。
8. ↑  第九屆黑豹旗台東體中得分率:0.618，麥寮高中得分率:0.529。

## 外部連結
- 競賽規程（页面存档备份，存于）
- 黑豹旗全國高中棒球大賽（页面存档备份，存于） - 中華民國棒球協會
- 黑豹旗青棒12／1起鋁棒打木棒（页面存档备份，存于）
- 51所高中棒球隊齊聚天母燃起熱血戰火
- 今日新聞網 - 黑豹旗
- 移師台中，棒協：交通有補助（页面存档备份，存于）
- 台灣棒球維基館：中信盃黑豹旗全國高中棒球大賽（页面存档备份，存于）